# Condylopodium
Condylopodium là một chi thực vật có hoa trong họ Cúc (Asteraceae).

## Loài
Chi Condylopodium gồm các loài: